# Curión
Curión era el jefe y sacerdote de una curia que tenía la inspección sobre todos los habitantes de su cuartel. 
El curión presidía las comidas o cenas solemnes de su curia y a las que daban los particulares. Debía ser por lo menos de 50 años de edad, irreprensible en sus costumbres y bien formado y era elegido o nombrado por su misma curia. Todos los curiones particulares estaban subordinados al gran curión, curio maximus. Este era elegido por todas las curias reunidas en los comicios que se llamaban comitiæ curiatæ.